# Хатлацки, Ференц
Ференц Хатлацки (венг. Ferenc Hatlaczky; 17 января 1934, Вечеш — 8 сентября 1986, Будапешт) — венгерский гребец-байдарочник, выступал за сборную Венгрии на всём протяжении 1950-х годов. Серебряный призёр летних Олимпийских игр в Мельбурне, чемпион мира, чемпион Европы, победитель многих регат национального и международного значения.

## Биография
Ференц Хатлацки родился 17 января 1934 года в городе Вечеш, медье Пешт. Активно заниматься греблей начал в с раннего детства, проходил подготовку в Будапеште в столичном спортивном клубе «Эпитёк».
Первого серьёзного успеха на взрослом международном уровне добился в 1954 году, когда попал в основной состав венгерской национальной сборной и побывал на чемпионате мира во французском Маконе, откуда привёз награды бронзового, золотого и серебряного достоинства, выигранные в зачёте одиночных байдарок на дистанциях 1000 м, 10000 м и в эстафете 4 × 500 м соответственно.
Благодаря череде удачных выступлений удостоился права защищать честь страны на летних Олимпийских играх 1956 года в Мельбурне. Стартовал здесь в одиночках на десяти километрах, занял в решающем заезде второе место и завоевал тем самым серебряную олимпийскую медаль — лучше него в финале финишировал только швед Герт Фредрикссон.
После мельбурнской Олимпиады Хатлацки остался в основном составе гребной команды Венгрии и продолжил принимать участие в крупнейших международных регатах. Так, в 1958 году он выступил на мировом первенстве в Праге, где стал серебряным призёром в одиночках на тысяче метрах и в программе эстафеты. Последний раз показал сколько-нибудь значимый результат на международной арене в сезоне 1959 года, когда в одиночной десятикилометровой дисциплине одержал победу на чемпионате Европы в немецком Дуйсбурге. Вскоре по окончании этих соревнований принял решение завершить спортивную карьеру, уступив место в сборной молодым венгерским гребцам.
Впоследствии работал инженером, архитектором и дизайнером. Умер 8 сентября 1986 года в Будапеште.